# DJ Frank E
Justin Franks, conocido como su nombre artístico DJ Frank E, es un DJ y productor discográfico de Denver, Colorado.
Él comenzó a mezclar discos y más tarde avanzó a la producción de remixes en el año 2003.
Poco después, comenzó a trabajar con Adelio Lombardi, fundador de Side 3 Entertainment y propietario de Side 3 Studios en Denver.
DJ Frank E se convirtió en una figura importante en el circuito de clubes de Denver como DJ / remixer y como miembro de la tripulación Radiobums DJ, mientras que se construye como productor. En 2007, DJ Frank E presentó una pista via PMP a través de todo el mundo, y fue descubierto por Mike Caren del Artist Publishing Group, que lo firmó a principios de 2008.
Desde 2008, Frank E ha producido canciones para Daddy Yankee, Madonna, Inna, Kanye West, Flo Rida, The Black Eyed Peas, T-Pain, Chris Brown, Travie McCoy. Desde 2011, Enrique Iglesias, Estelle, Sean Kingston, Toni Braxton, B.o.B, Three 6 Mafia, Nelly Furtado, Chamillionaire, Justin Bieber, Shontelle, Travis McCoy, Black Dada, Janelle Monae, Plies, B.o.B., Hayley Williams, Eminem, Denisse Lara, Cody Simpson, Trina, y muchos otros.

## Discografía
| Año  | Artista             | Álbum                                       | Pista                                                     | Posición |
| ---- | ------------------- | ------------------------------------------- | --------------------------------------------------------- | --- |
| 2008 | T-Pain              | Thr33 Ringz                                 | Super Man con DJ Khaled                                   | |
| 2008 | Plies               | Definition of Real                          | Please Excuse My Hands                                    | |
| 2009 | Flo Rida            | R.O.O.T.S.                                  | Right Round                                               | Australian Singles Chart #1, Austrian Singles Chart #2, Belgian Singles Chart (Flanders) #2, Belgian Singles Chart (Wallonia) #1, Canadian Hot 100 #1, Danish Singles Chart #3, Dutch Top 40 #4, European Hot 100 Singles #2, Finnish Singles Chart #3, French Singles Chart #2, German Singles Chart #4, Irish Singles Chart #1, Italian Singles Chart #8, New Zealand Singles Chart #2, Norwegian Singles Chart #2, Spanish Singles Chart #7, Swedish Singles Chart #2, Swiss Singles Chart #2, UK Singles Chart #1, U.S. Billboard Hot 100 #1 |
| 2009 | Madonna             | Celebration                                 | Revolver                                                  | Belgium Singles Chart (Flanders) #21, Belgium Singles Chart (Wallonia) #12, Canadian Hot 100 #47, Irish Singles Chart #42, Finnish Singles Chart #15, Italian Singles Chart #16, UK Singles Chart #130, U.S. Billboard Hot Dance Club Songs #4 |
| 2009 | Chamillionaire      | Venom                                       | Good Morning                                              | U.S. Billboard Hot 100 #40, Canadian Hot 100 #78 |
| 2009 | Toni Braxton        | Pulse                                       | Yesterday                                                 | U.S. Billboard Hot R&B/Hip-Hop Songs #12, U.S. Billboard Hot 100 #116 |
| 2009 | Flo Rida            | Mail on Sunday                              | Me & U                                                    | |
| 2009 | Sean Kingston       | Tomorrow                                    | Shoulda Let You Go con Good Charlotte                     | |
| 2009 | Ludacris            |                                             | Work for It                                               | |
| 2010 | Black Dada          |                                             | Round, Round, Round                                       | |
| 2009 | Justin Bieber       | My World                                    | Love Me                                                   | Australian Hitseekers Singles #12, Canadian Hot 100 #12, UK Singles Chart #71, U.S. Billboard Hot 100 #37 |
| 2009 | DJ Tiesto           | Kaleidoscope                                | Who Wants To Be Alone con Nelly Furtado                   | |
| 2009 | Shontelle           | Licky                                       | Licky (Under the Covers)                                  | |
| 2009 | Three 6 Mafia       | Laws of Power                               | Feel It con Flo Rida, Sean Kingston, & DJ Tiesto          | Canadian Hot 100 #33, U.S. Billboard Hot Dance Club Songs #14, Dutch Tipparade #17 |
| 2010 | B.o.B.              | B.o.B Presents: The Adventures of Bobby Ray | Airplanes con Hayley Williams de Paramore                 | Australia (ARIA) #7, New Zealand (RIANZ) #1, U.S. Billboard Hot 100 #5, U.S. Hot Rap Songs #13, U.S. Mainstream Top 40 (Pop Songs) #36 |
| 2010 | Black Dada          |                                             | Naughty Girl                                              | |
| 2010 | B.o.B.              | B.o.B Presents: The Adventures of Bobby Ray | The Kids                                                  | |
| 2010 | Sky Ferreira        |                                             | Obsession                                                 | |
| 2010 | Cody Simpson        | sencillo no en álbum                        | Summertime                                                | |
| 2010 | Cody Simpson        | 4 U                                         | iYiYi con Flo Rida                                        | |
| 2010 | Travie McCoy        | Lazarus                                     | Superbad (11:34)                                          | |
| 2010 | Trina               |                                             | Dang-A-Lang junto con Lady Saw & Nicki Minaj              | |
| 2010 | Estelle             | All Of Me                                   | Fall In Love con John Legend & Nas                        | |
| 2010 | Flo Rida            | Only One Flo (Part 1)                       | Turn Around (5, 4, 3, 2, 1)                               | |
| 2010 | Enrique Iglesias    | Euphoria                                    | Tonight (I'm Lovin' You) junto a Ludacris                 | Canadá (Canadian Hot 100) #8,US Billboard Hot 100 7,US Hot Dance Club Songs(Billboard) #12,US Pop Songs (Billboard) #1,US Latin Pop Songs (Billboard) #33 |
| 2010 | Chris Brown         | F.A.M.E.                                    | Yeah 3x                                                   | US Billboard Hot 100 #15, US Hot Dance Club Songs (Billboard) #30, US Pop Songs (Billboard) #7 |
| 2010 | Kanye West          | My Beautiful Dark Twisted Fantasy           | Blame Game con John Legend                                | |
| 2010 | The Black Eyed Peas | The Beginning                               | Someday                                                   | |
| 2010 | The Lonely Island   | Turtleneck and Chain                        | I Just Had Sex con Akon                                   | |
| 2011 | Akon                | Stadium                                     | Drop Down con Ludacris                                    | |
| 2011 | Pitbull             | Planet Pit                                  | Mr. Right Now junto a Akon                                | |
| 2011 | Pitbull             | Planet Pit                                  | Castle Made of Sand junto a Kelly Rowland y Jamie Drastik | |
| 2011 | Britney Spears      | Femme Fatale                                | I Wanna Go (DJ Frank E & Alex Dreamz Remix)               | |
| 2011 | Enrique Iglesias    | Euphoria (re-relanzamiento)                 | Mouth2Mouth junto a Jennifer Lopez                        | |
| 2011 | Jason Derülo        | Future History                              | Breathing                                                 | |
| 2011 | Ed Sheeran          | +                                           | Kiss Me                                                   | |
| 2012 | Cody Simpson        | Paradise                                    | So Listen                                                 | |
| 2012 | Flo Rida            | Wild Ones                                   | "Whistle"                                                 | |
| 2012 | Jason Derulo        | sencillo no en álbum                        | Undefeated                                                | |
| 2012 | Leona Lewis         | Glassheart                                  | "Glassheart"                                              | |
| 2013 | Inna & Daddy Yankee | Party Never Ends                            | "More than Friends"                                       | |